# Muzik
Muzik (tytuł stylizowany jako MUZIK) – były brytyjski miesięcznik z siedzibą w Londynie, poświęcony muzyce tanecznej. Założony w 1995, zlikwidowany w 2003 roku. Wydawany był przez IPC Magazines. 

## Historia i profil

### XX wiek
Magazyn Muzik został założony w 1995 roku w Londynie. Inauguracyjny numer ukazał się 1 czerwca. Na okładce znalazło się zdjęcie zespołu The Chemical Brothers. Na stronie 3. zamieszczono deklarację programową, z ktorej wynikało, iż Muzik będzie się ukazywał w drugą środę każdego miesiąca, a przedmiotem jego zainteresowania będzie muzyka taneczna i klubowa, przeżywająca rozkwit od 1988 roku. Prezentowana muzyka została podzielona na działy: house, techno, jungle, garage, hip-hop, ambient i soul. Redaktorem magazynu był Path, jego zastępcą – Ben Turner, a wydawcą – IPC Magazines. Magazyn, skierowany do młodych mężczyzn w wieku 18–30 lat, miał ambicję być czymś więcej niż tylko magazynem dla fanów muzyki. Na podstawie innych tytułów należących IPC informowano, iż Muzik miał mieć „autorytet i nastawienie NME i Melody Maker oraz styl Loaded”. Na kampanię reklamową przeznaczono 1,7 mln funtów, a spodziewany nakład docelowy miał przekroczyć 35 000 egzemplarzy.    

### XXI wiek
Na początku XXI wieku przyszło załamanie – spadły przychody z reklam i sprzedaży magazynu. W 2000 roku zamknięto tytuł Ministry of Sound. Sprzedaż Muzik spadła o 11 procent do 36 089 egzemplarzy (według raportu ABC), a straty zanotował również Mixmag – 34,7 % rok do roku. Wydawca, IPC podjął decyzję o zamknięciu magazynu. Jak wyjaśnił w wywiadzie dla Press Gazette jego dyrektor zarządzający, Tim Brooks, powodem było „martwe zainteresowanie konsumentów tym obszarem muzyki”. Ostatni numer ukazał się 9 lipca, a zatrudnieni dziennikarze zostali zwolnieni. W gestii IPC pozostały tylko dwa tytuły muzyczne: NME i Uncut.